# Elías Cárdenas Márquez
Elías Cárdenas Márquez fue un político mexicano, miembro del Partido Movimiento Ciudadano, antes Convergencia por la Democracia. Estudió la licenciatura en Derecho en 1955, egresando en 1960. Fue diputado local por el Partido Revolucionario Institucional en la XLVIII Legislatura del Congreso de Coahuila, de 1979 a 1982. Fue miembro fundador del partido político Convergencia en 1999. Desde ese año y hasta el 2004 fue representante de Convergencia ante el Consejo General del Instituto Electoral del Distrito Federal, así como Presidente de la Comisión Nacional de Garantías y Disciplina de su partido desde su fundación hasta 2005. De 2004 a 2006 fue representante de Convergencia ante el Consejo General del Instituto Federal Electoral. Ocupó el cargo de diputado federal para la LX Legislatura de México por el Estado de México, el cual ganó por representación proporcional. Presidió la comisión legislativa para investigar el Caso Bibriesca, y como presidente de la comisión de Marina y Fuerzas Armadas de México la desaparición de la Isla Bermeja. Actualmente es coordinador del CEN de Movimiento Ciudadano, que apoya la candidatura presidencial de Andrés Manuel López Obrador.
- Datos: Q5830207